# Cisempur (Jatinangor)
Cisempur is een bestuurslaag in het regentschap Sumedang van de provincie West-Java, Indonesië. Cisempur telt 7669 inwoners (volkstelling 2010).